# QML
QML (Qt Meta Linguagem ou Qt Modeling Language) é uma linguagem de marcação para interfaces de usuário. É uma linguagem declarativa parecida com JSON para criar aplicações focadas na interface do usuário. Código JavaScript inline manipula aspectos imperativos. Ela é parte do Qt Quick, o kit de criação de interfaces desenvolvido pela Nokia na framework Qt. QML é usada principalmente para aplicações móveis, onde interações por toque, animações fluidas (60 FPS) e experiência do usuário são cruciais.
Documentos QML descrevem uma árvore de elementos. Elementos QML que já vêm com o Qt formam um sofisticado conjunto de blocos de construção: gráficos (por exemplo retângulo, imagem) e comportamentais (por exemplo estado, transição, animação). Estes elementos podem ser combinados para criar componentes que variam em complexidade desde simples botões e sliders, até programas completos que usam a internet.
Elementos QML podem ser expandidos por JavaScript padrão tanto in-line quanto via arquivos incluídos. Elementos também podem ser facilmente integrados e estendidos por componentes em C++ usando o framework Qt.
QML é a língua; o seu sistema de JavaScript em tempo de execução é o motor V4 e Qt Quick é o a framework de interface gráfica baseada em gráfico de cena. Estas são todas partes do módulo Qt Declarative, mas a tecnologia não é mais chamada Qt Declarative.

## Adoção
- Unity (interface de usuário)
- BlackBerry 10

## Sintaxe e semântica

### Sintaxe básica
Exemplo:
```
import
 
QtQuick
 
2.0

 
Rectangle
 
{

     
id: canvas

     
width:
 
250

     
height:
 
200

     
color:
 
"blue"

     
Image
 
{

         
id: logo

         
source:
 
"pics/logo.png"

         
anchors.centerIn:
 
parent

         
x:
 
canvas
.
height
 
/
 
5

     
}

 
}

```

Objetos são especificados por tipo, seguidos por um par de chaves. Tipos de objeto sempre começam com letra maiúscula. No exemplo acima, há dois objetos, um Rectangle (retângulo); e sua filha, uma Image (imagem). Entre as chaves, pode-se especificar informações sobre o objeto, como suas propriedades. Propriedades são especificadas como "propriedade: valor". No exemplo acima, podemos ver que a imagem tem uma propriedade denominada source (fonte), que recebeu o valor "pics/logo.png". A propriedade e o seu valor são separados por dois pontos.
A propriedade id
Cada objeto pode receber uma propriedade única, chamada de "id". Atribuir um id permite que o objeto seja encontrado por outros objetos e scripts. O primeiro elemento retângulo abaixo tem um id, "meuRet". O segundo elemento Retângulo define a sua própria largura (width) referindo-se a "meuRet.width", o que significa que ele terá o mesmo valor de largura que o primeiro retângulo.
```
 
Item
 
{

     
Rectangle
 
{

         
id: meuRet

         
width:
 
120

         
height:
 
100

     
}

     
Rectangle
 
{

         
width:
 
meuRet
.
width

         
height:
 
200

     
}

 
}

```

Note que um id deve começar com uma letra minúscula ou um caractere sublinhado, e não pode conter caracteres diferentes de letras, dígitos e sublinhados.

### Ligações de propriedades
Uma ligação de propriedade especifica o valor de uma propriedade em forma declarativa. O valor da propriedade é automaticamente atualizado se a outras propriedades ou dados mudarem de valor, seguindo o paradigma de  programação reativa.
Ligações de propriedade são criadas implicitamente em QML sempre que uma propriedade é atribuída uma expressão de JavaScript. O QML abaixo usa duas ligações de propriedade para ligar o tamanho do retângulo ao de "outroItem".
```
 
Rectangle
 
{

     
width:
 
outroItem
.
width

     
height:
 
outroItem
.
height

 
}

```

QML estende um motor compatível com padrões de JavaScript , de modo que qualquer expressão válida de JavaScript pode ser usada como uma ligação de propriedade. Ligações podem acessar as propriedades do objeto, fazer chamadas de função, e até mesmo usar o objetos que já vêm no JavaScript, como a Date (data) e Math (matemática).
Veja no exemplo abaixo o uso de uma função que calcula a altura (height) do elemento:
```
 
Rectangle
 
{

     
function
 
calcularMinhaAltura
()
 
{

         
return
 
Math
.
max
(
outroItem
.
height
,
 
terceiroItem
.
height
);

     
}

     
anchors.centerIn:
 
parent

     
width:
 
Math
.
min
(
outroItem
.
width
,
 
10
)

     
height:
 
calcularMinhaAltura
()

     
color:
 
{
 
if
 
(
width
 
>
 
10
)
 
"blue"
;
 
else
 
"red"
 
}

 
}

```

### Estados
Os estados são um mecanismo para combinar alterações de propriedades em uma unidade semântica. Um botão, por exemplo, tem um estado pressionado e um não-pressionado, uma aplicação de livro de endereços pode ter um estado só de leitura e outro de edição. Cada elemento tem um estado básico "implícito". Cada estado é descrito listando as propriedades e os valores daqueles elementos que diferem do estado básico.
Por exemplo, no estado padrão, meuRet é posicionado em 0,0. No estado "movido", ele está posicionado em 50,50. Clicar na MouseArea (área do mouse) altera o estado do estado padrão para o estado "movido", movendo o retângulo.
```
 
import
 
QtQuick
 
2.0

 
Item
 
{

     
id: meuItem

     
width:
 
200
;
 
height:
 
200

     
Rectangle
 
{

         
id: meuRet

         
width:
 
100
;
 
height:
 
100

         
color:
 
"red"

     
}

     
states:
 
[

         
State
 
{

             
name:
 
"moved"

             
PropertyChanges
 
{

                 
target:
 
myRect

                 
x:
 
50

                 
y:
 
50

             
}

         
}

     
]

     
MouseArea
 
{

         
anchors.fill:
 
parent

         
onClicked:
 
meuItem
.
state
 
=
 
'moved'

     
}

 
}

```

Mudanças de estado podem ser animadas usando Transitions (transições).
Por exemplo, adicionar este código ao elemento "Item" acima anima a transição para o estado "movido":
```
 
transitions:
 
[

     
Transition
 
{

         
from:
 
"*"

         
to:
 
"moved"

         
NumberAnimation
 
{
 
properties:
 
"x,y"
;
 
duration:
 
500
 
}

     
}

  
]

```

### Animação
Animações em QML são feitas animando propriedades de objetos. Propriedades dos tipos "real", "int", "color", "rect", "point", "size", e "vector3d" podem ser animadas.
QML suporta três formas principais de animação: animação básica de propriedade, transições e comportamentos de propriedades.
A forma mais simples de animação é a PropertyAnimation (animação de propriedade), que pode animar todos os tipos de propriedades listadas acima. Uma PropertyAnimation pode ser especificada como uma fonte de valor usando a Animation (animação) na sintaxe da propriedade. Isto é especialmente útil para repetir animações.
O exemplo a seguir cria um efeito quicando:
```
 
Rectangle
 
{

     
id: rect

     
width:
 
120
;
 
height:
 
200

     
Image
 
{

         
id: img

         
source:
 
"pics/qt.png"

         
x:
 
60
 
-
 
img
.
width
/
2

         
y:
 
0

         
SequentialAnimation
 
on
 
y
 
{

             
loops:
 
Animation
.
Infinite

             
NumberAnimation
 
{
 
to:
 
200
 
-
 
img
.
height
;
 
easing.type:
 
Easing
.
OutBounce
;
 
duration:
 
2000
 
}

             
PauseAnimation
 
{
 
duration:
 
1000
 
}

             
NumberAnimation
 
{
 
to:
 
0
;
 
easing.type:
 
Easing
.
OutQuad
;
 
duration:
 
1000
 
}

         
}

     
}

 
}

```

## Integração com Qt/C++
QML não precisa de Qt/C++ para ser usado, mas pode ser facilmente estendido através do Qt.
Conceitos familiares
QML fornece acesso direto para os seguintes conceitos do Qt:
- QAction – o tipo de ação
- QObject sinais e slots - disponíveis como funções a que podem ser chamadas em JavaScript
- Propriedades de QObject - disponíveis como variáveis em JavaScript
- QWidget – QDeclarativeView é uma widget que mostra QML
- Q*Model – usado diretamente na ligação de dados (e.g. QAbstractItemModel)

### Manipuladores de sinais em Qt
Manipuladores de sinais permitem que ações sejam tomadas em resposta a um evento. Por exemplo, o elemento "MouseArea" tem manipuladores de sinais para lidar com eventos de pressionar, soltar ou clicar o mouse:
```
 
MouseArea
 
{

     
onPressed:
 
console
.
log
(
"mouse button pressed"
)

 
}

```

Todos os nomes de manipuladores de sinais começam com "on".

## Ferramentas de desenvolvimento
Como QML e JavaScript são muito semelhantes, quase todos os editores de código que suportam JavaScript vão funcionar. No entanto, suporte completo para realce de sintaxe, conclusão de código, ajuda integrada, e um editor WYSIWYG, estão disponíveis na IDE livre multi-plataforma Qt Creator desde a versão 2.1. A versão do Creator que é fornecida com as versões comerciais do Qt têm mais recursos no editor WYSIWYG.
O executável qml pode ser usado para executar um arquivo QML como um script. No entanto, empacotar uma aplicação para a implantação geralmente envolve escrever um simples lançador em C++ e empacotar os arquivos QML necessários como recursos.